# Municipio de Liberty (condado de Bedford)
El municipio de Liberty (en inglés, Liberty Township) es un municipio del condado de Bedford, Pensilvania, Estados Unidos. Tiene una población estimada, a mediados de 2021, de 1380 habitantes.

## Geografía
Está ubicado en las coordenadas 40°12′38″N 78°16′44″O / 40.21056, -78.27889 (40.210474, -78.278805).

## Demografía
Según la Oficina del Censo, en 2000 los ingresos medios de los hogares eran de $32,339 y los ingresos medios de las familias eran de $38,207. Los hombres tenían ingresos medios por $29,402 frente a los $23,875 que percibían las mujeres. Los ingresos per cápita eran de $15,468. Alrededor del 13.1% de la población estaba por debajo del umbral de pobreza.
De acuerdo con la estimación 2017-2021 de la Oficina del Censo, los ingresos medios de los hogares son de $55,353 y los ingresos medios de las familias son de $56,667. Alrededor del 10.1% de la población está por debajo del umbral de pobreza.